# Mokambo (schip, 1938)
De Mokambo was een Belgisch motorvrachtschip van 4996 ton dat tijdens de Tweede Wereldoorlog door een Duitse onderzeeboot tot zinken werd gebracht.

## Geschiedenis
In december 1938 werd het te water gelaten van de scheepswerf van Flensburger Schiffsbau-Ges., Flensburg, Duitsland als het Noorse vrachtschip Fernplant voor de rederij Fearnley & Eger, Oslo. Het schip werd al in december 1938 overgedragen aan België en herdoopt als Mokambo voor de Compagnie Maritime Belge (Koninklijke Lloyd) SA, Antwerpen. Bij het uitbreken van de Tweede Wereldoorlog vertrok het naar Groot-Brittannië waar het in actieve dienst kwam voor de geallieerden. Het Belgische schip werd ingezet voor konvooidienst.

## Konvooi OB-329
Op 2 juni 1941 was de Mokambo in konvooi OB-329 aanwezig. De Mokambo werd echter door de U-147, onder bevel van Oberleutnant-zur-See Eberhard Wetjen, in positie 56°38’ Noord en 10°24’ West getorpedeerd en beschadigd. De U-boot werd na de aanval door de konvooi-escortes tot zinken gebracht waarbij alle 26 Duitse bemanningsleden omkwamen. Het schip voer in een konvooiroute, die vanuit Liverpool vertrokken was naar Freetown, waarna de Mokambo naar Matadi vertrok met een algemene lading. Er vielen toen geen slachtoffers onder de 43 bemanningsleden en vier artilleristen. Het schip werd op sleeptouw genomen naar de Clyde waar het op 4 juni aankwam. De Mokambo werd hersteld en keerde in augustus 1941 terug in konvooidienst.

## Konvooi TS-37
De Mokambo had een 57-koppige bemanning aan boord en was geladen met 2000 ton katoen, 2000 ton koper, 1520 ton palmpitten, 1139 ton palmolie, 440 ton kopal en 38 ton wolfraam. De reis begon vanuit Matadi, Congo – Sekondi-Takoradi, Ghana, waar het op 26 april 1943 werd ingedeeld in konvooi TS-37. Samen met dit konvooi vertrok het vrachtschip naar Freetown, Sierra Leone. Vandaar zou het vertrekken naar Liverpool, maar dit gebeurde nooit.
De uiteindelijke ondergang van de Mokambo was omstreeks 05.40 uur op 1 mei 1943, toen de U-515 van Werner Henke het konvooi TS-37 voor de tweede maal aanviel, dat ongeveer op 75 zeemijl ten zuidwesten van Freetown voer. Henke schoot drie torpedo's af naar de schepen. De eerste torpedo-inslag was op de City of Singapore na 1 minuut en 8 seconden, na lancering van de U-boot, op het achterschip. Henke bemerkte dat er hevige brand uitbrak op het getroffen Britse schip, voordat het wegzonk naar de zeediepte. De tweede torpedo trof de Mokambo na 1 minuut en 5 seconden en veroorzaakte brand op het Belgische vrachtschip. De derde torpedotreffer was 35 seconden na lancering op het Britse cargoschip Clan Macpherson, dat even later met het achterschip begon weg te zakken en daarna voorgoed naar de oceaanbodem zonk.

## De ondergang
De Mokambo, met kapitein E. Huys als gezagvoerder, werd slechts beschadigd en de uitgebroken brand werd snel geblust, maar het schip bleef nog drijven. De Mokambo werd weggesleept naar Freetown, maar door het rukken van de twee slepende escorteschepen HMS Aimwell (W 113) en HMS Oriana (W 117), kapseisde de Mokambo aan zijn getroffen scheepszijde op 2 mei 1943 en zonk voorgoed weg naar de zeediepte, in positie 07°58’ Noord en 14°14’ West. Twee man van de 51 bemanningsleden, waaronder 27 Belgen, 16 Congolezen en 8 Britten waren gewond. Er waren geen doden te betreuren.
In 1959 werd een tweede Mokambo gebouwd en liep van stapel op de scheepswerf van Cockerill Yards in Hoboken bij Antwerpen.